# Furcraea depauperata
Furcraea depauperata là một loài thực vật có hoa trong họ Măng tây. Loài này được Georg Albano von Jacobi mô tả khoa học đầu tiên năm 1866.
Phân bố: Rừng khô nhiệt đới Mexico.